# Lumion
Lumion je program na 3D vizualizace, software pro vykreslování 3D počítačové grafiky a animací. Určen je pro architekturu, stavebnictví, design obecně, krajinářskou tvorbu a zahradní architekturu. Využitím GPU přes HLSL se liší od ostatních programů určených pro stejné cíle. Vlastní interface je vykreslován pomocí GPU a je založen na real-time zobrazení dané scény. Mírou přesnosti zobrazení v reálném čase je program jedinečný, dovoluje snížit nároky na uživatele na minimum. Program zvládá náhledový (ale téměř finální) render počítaný dle grafické karty ve frekvenci 1-150 snímků za sekundu.

## Základní informace
Lumion je dostupný na platformě Microsoft Windows. Mezi základní charakteristiky programu patří především jednoduchost ovládání, která plyne z renderu v reálném čase. Lumion je tak přirovnáván svou jednoduchostí k programu SketchUp. Program kompletně běží na grafické kartě a díky tomu je několikanásobně rychlejší oproti programům využívajícím CPU nebo technologii CUDA. Důkazem jsou takové detaily ve vizualizacích, jako například 3D stébla trávy a listí na stromech, které se pohybují podle intenzity větru. Program běží na téměř každé grafické kartě, která splňuje minimální nároky programu. Pro program jsou vhodné tzv. herní počítače, které mohou při nízké ceně nahradit renderovancí pracovní stanice.
Render probíhá v Lumionu v reálném čase, ale i tak se samozřejmě musí obrázky a videa renderovat pro zapsání souboru s danými proporcemi na disk. Snahou programu je i omezení potřeby dalších úprav v grafických editorech, je tak k dispozici mnoho efektů jako jsou např. zaostření, 3D siluety, vkládání bitmap, styly umělecké a mnohé další efekty. Program při výpočtech nevyužívá CPU, a tak můžete pracovat současně s jiným programem.
Nové funkce ve verzi Lumion 5 a 5.3 dovolují automatizovat i některé složitější funkce, jako je tvorba bump map (reliéf), fyzikální založení materiálů a práci se světlem apod.

## Ovládání
Ovládání probíhá pomocí několika málo kláves, které slouží k pohybu v programu (WSADQE) a upřesněním požadavku uživatele (Alt, Ctrl, G), a pomocí myši. Pro práci nejsou třeba speciální klávesové zkratky. Ovládání programu je natolik jednoduché, že společnost ACT3D vyhlásila soutěž v tvorbě vizualizací pro děti a mládež. Nejmladší účastník, který dokázal vytvořit vizualizaci, byl sedmiletý. Technologie zaručující tuto jednoduchost byla pojmenována Pureglass. Ve verzích 5.x doznala dalšího pokroku, který vede k dalšímu zjednodušení práce s programem. Příkladem může být i nový editor materiálů.

## Interface
Ukázky interface jsou na pravé straně, kde vidíte prostředí klasické tvorby prostředí (tzn. úprava textur modelů, vkládání objektů, úprava krajiny a počasí). Menu je členěno do čtyř kategorií, která má každá vlastní specifické pod-menu. Například v menu ovládání počasí lze nalézt pohyb slunce, množství světla, množství mraků a jejich typ. Pro vizualizaci toto základní nastavení dostačuje a je rychlé, pro detailnější nastavení slouží efekty v rámci tvoření obrázků a videí, kde můžete například tvořit sluneční studii na minuty přesně. S programem můžete pracovat jednodušeji a rychleji, protože vše co tvoříte, vidíte před sebou.

## Licence a podpora
Lumion standardně funguje na bázi standardních verzí, kdy žádná aktualizace není povinná a nutná pro běh programu. V daném roce probíhají automatické updaty, které upravují parciální funkce a problémy. Je možné mít nainstalované veškeré verze najednou a pracovat s nimi v různém pořadí. Licence je minimálně od verze 4 a vyšší plovoucí a může tak být instalována na více počítačích, potřebuje pro spuštění připojení k internetu.

## Hardwarové požadavky
V porovnání s ostatními programy na vizualizace jsou hardwarové nároky zaměřeny na grafickou kartu, největší výhodou je samozřejmě využití grafické karty napřímo a fakt, že procesor slouží jen k zápisu vypočtených dat na disk. Program je možné pustit na jakékoliv grafické kartě, včetně integrované, pokud disponuje technologií DirectX11.

### Minimální požadavky:
- OS: 64bitový Windows 10
- Systémová paměť: 16 GB
- Grafická karta: GeForce GTX 1650, GTX 1660, AMD Radeon RX 470, nebo lepší (minimum 7,000 PassMark bodů), s minimálně 4 GB přidělené paměti
- 50 GB na pevném disku
- Lumion vyžaduje připojení k internetu

### Doporučené požadavky (Act-3D B.V.):
- OS: 64bitový Windows 10
- Systémová paměť: 32 GB
- Grafická karta: AMD Radeon RX 5700XT, Nvidia GeForce RTX 2070 a rychlejší (minimum 8,000 PassMark bodů), minimálně s 8 GB přidělené paměti
- 50 GB na pevném disku
- Lumion vyžaduje připojení k internetu

### Doporučené požadavky (Lumiartsoft s.r.o.):
- OS: 64bitový Windows Vista SP2, 7 SP1, 8.1 nebo 10
- Systémová paměť: 32 GB
- Grafická karta: Nvidia GeForce RTX 2060, AMD Radeon RX 5700XT, Nvidia GeForce RTX 2070 a rychlejší (minimum 6,000 PassMark bodů), minimálně s 8 GB přidělené paměti
- 50 GB na pevném disku
- Lumion vyžaduje připojení k internetu

## Obrazy
Jak již bylo řečeno, Lumion se snaží vynechat potřebu dalších úprav v grafických editorech, proto je v tvorbě obrazu implementováno mnoho funkcí. Ty mohou pomocí filtrů tvořit například kresbu nebo akvarelovou malbu, můžete upravovat barevnost, sytost barev, přidávat sluneční paprsky, objemová mračna atd. Všechny tyto efekty mají za cíl přesunout zdlouhavou tvorbu v grafických editorech do prostředí Lumionu, kde vše nastavíte přímo pro danou scénu a je to pak rychlejší a efektivnější. Např. vkládání 3D stébel trávy, kde pomocí jednoho tlačítka trávu aktivujete a čtyřmi posuvníky ji nastavíte, můžete také přidat plevel pro větší reálnost scény. Nemusíte tedy trávu domalovávat v Grafickém programu, což obvykle trvá značnou dobu.
- výstupy obrazu
- 1280×720 (0.9 Megapixel)
- 1920×1080 (2.1 Megapixel)
- 3840×2160 (8.4 Megapixel)
- 7680×4320 (33.2 Megapixel)

## Video
Veškeré efekty, kterou jsou v režimu obrazu jsou dostupné i ve videu a k tomu přibývá i několik dalších, jako je například animování objektů. Příkladem je přiložené video. Lumion v podstatě nemá konkurenci, co se týče tvorby videí v pracnosti/kvalitě. Navíc můžete videa i slučovat a upravovat o další efekty, i následně přidávat fotografie a zvuky.
- výstupy videa
- 640×360 (360p)
- 1280×720 (720p)
- 1920×1080 (1080p)
- 2560×1440 (1440p)
- 3840x2160 (2160p)

## Podporované formáty
- Collada (.DAE)
- Sketchup(.SKP)
- Autodesk® (.FBX)
- Autodesk® (.DWG)
- Autodesk® (.DXF)
- 3DS Max® (.MAX)
- 3DS Max® (.3DS)
- Wavefront (.OBJ)

## Podporované CAD programy
- Trimble® SketchUp®
- Graphisoft ArchiCAD
- Nemetscheck Allplan
- Autodesk® AutoCAD®
- Autodesk® Revit®
- Autodesk® Maya®
- Autodesk® 3DS MAX®
- Rhinoceros 3D
- Vectorworks
- Bricscad
- Design Express®
- Cinema 4D®
- ArCon®
- Všechny další které produkují některý z formátů souborů..

## Podporované CAD programy pro přímé propojení přes technologii live-sync
- Trimble® SketchUp®
- Graphisoft ArchiCAD
- Nemetscheck Allplan
- Autodesk® AutoCAD®
- Autodesk® Revit®
- Rhinoceros 3D
- Vectorworks

## Lokalizace
Lumion je od verze 4.5 dostupný v češtině. Lumion si získává oblíbu díky úspoře času (místo hodin rendruje sekundy), díky vlastnostem dovolujícím udělat vizualizaci na poslední chvíli a díky jednoduchému ovládání. Na stránkách českého zastoupení je možné najít mapu škol, kde se Lumion vyučuje. Licence Lumion EDU jsou dostupné všem studentům nezávisle na škole, a tak se používá i nad rámec zmíněné mapy.